# Marián Greksa
Marián Greksa (ur. 1 czerwca 1959 w Bratysławie) – słowacki piosenkarz i gitarzysta rockowy. Współzałożyciel grupy muzycznej Demikát (1981). W 1983 roku dołączył do zespołu Modus.

## Dyskografia

### Z zespołemModus
- 1984: Najlepšie dievčatá
- 1985: Každý niečo hrá

### Albumy solowe
- 1986: Demikát
- 1990: Amnestia v blázinci
- 1995: Grejtst Hic
- 2003: Grexabat
- 2015: Grexabat - Bolí...